# Microgaster indica
Microgaster indica är en stekelart som beskrevs av Wilkinson 1927. Microgaster indica ingår i släktet Microgaster och familjen bracksteklar. Inga underarter finns listade i Catalogue of Life.